# فولكيش

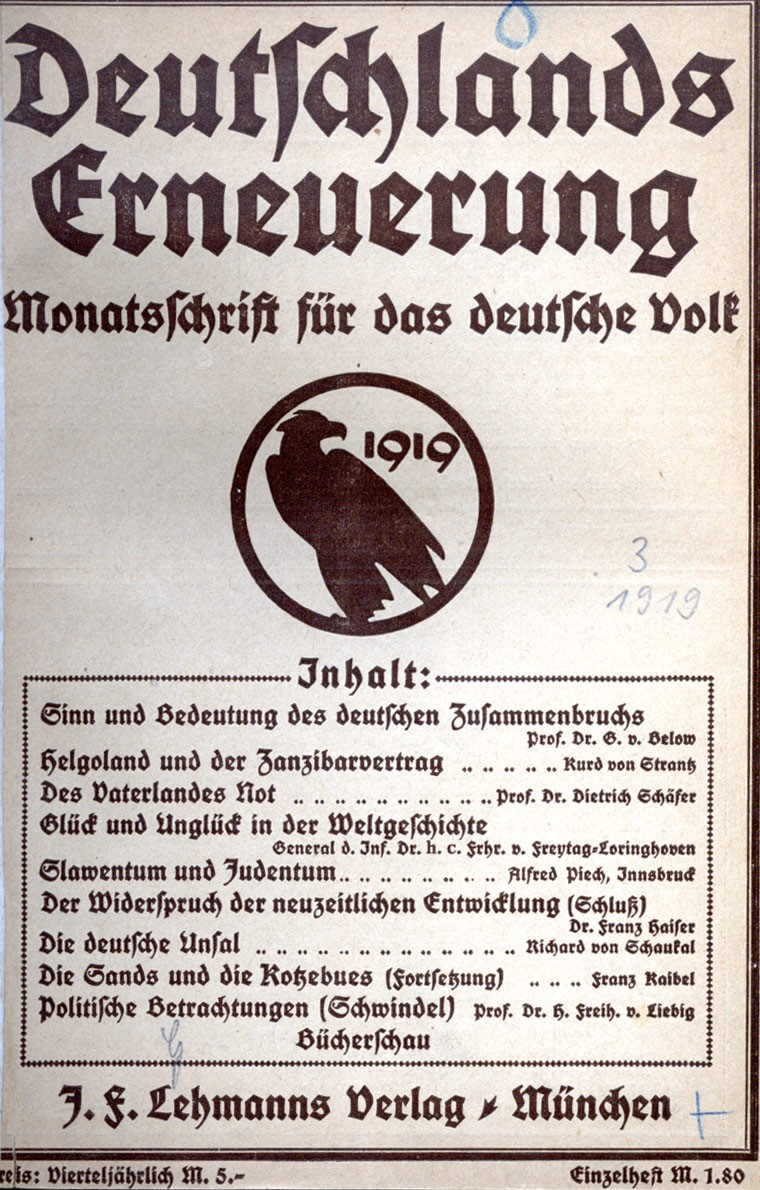

حركة فولكيش ((بالألمانية: Völkische Bewegung). «الحركة الشعبية») حركة عرقية وقومية ألمانية من أواخر القرن التاسع عشر وحتى العصر النازي. تم تشييدها على فكرة «الدم والتربة»، المستوحاة من استعارة ذات جسد واحد (Volkskörper) وفكرة المجتمعات التي تنمو بشكل طبيعي في وحدة، وقد تميزت بالعضوية، والعنصرية، والشعبية، والزراعية، والقومية الرومانسية، ونتيجة الدلالة الحصرية والعرقية المتنامية، من قبل معاداة السامية من 1900s فصاعدا.
لم تكن حركة فولكيش مجموعة متجانسة من المعتقدات، بل كانت «ثقافة فرعية متنوعة» ظهرت في معارضة التغيرات الاجتماعية - الثقافية للحداثة. كان «القاسم الوحيد المشترك بين الجميع هو أسطورة النهضة الوطنية» المستوحاة من تقاليد الألمان القدماء (المعاد بنائها)، إما عن طريق «تعنن» المسيحية - أي الإبراهيمية، أي الديانة السامية التي انتشرت في أوروبا من الشرق الأدنى - أو رفض أي تراث مسيحي في ألمانيا، من أجل إحياء الوثنية قبل المسيحية. في تعريف ضيق، يتم استخدام المصطلح لتعيين فقط المجموعات التي تعتبر أن البشر يتم تشكيلهم أساسًا عن طريق الدم، أو عن طريق الخصائص الموروثة.
غالبًا ما يتم إشراك فولكيش في ثورة متحفظة أوسع من قبل العلماء، وهي حركة محافظة وطنية ألمانية ظهرت في عهد جمهورية فايمار (1918-1933). 